# Kabanga (periodiskt vattendrag)
Kabanga är ett periodiskt vattendrag i Burundi.   Det ligger i provinsen Muyinga, i den centrala delen av landet, 110 kilometer öster om huvudstaden Bujumbura.
Omgivningarna runt Kabanga är en mosaik av jordbruksmark och naturlig växtlighet. Runt Kabanga är det ganska tätbefolkat, med 179 invånare per kvadratkilometer.